# Frosting on the Beater
Frosting on the Beater es un disco del estilo power pop y la obra cumbre de The Posies. Las melodías pop de su predecesor, Dear 21 han dejado paso a un sonido más sucio y guitarrero. Las canciones como «Dream All Day» o «Solar Sister», que abren el disco, tienen esa fuerza de la que carecían las canciones que hasta ese momento Auer y Stringfellow habían entregado.
Aunque todas las composiciones de este álbum resuman el sentimiento agridulce que siempre ha caracterizado a The Posies, esta vez las guitarras dan una nueva dimensión a su música, siendo responsable de ello la gran producción de Don Fleming. «Flavor of the Month» o «Definite Door» son dos claros ejemplos del nuevo sonido de la banda. El sonido de las guitarras es el responsable directo del cambio que experimentan The Posies, como puede verse en «Burn & Shine».
Aunque Frosting on the Beater tuvo buenas críticas por parte de la prensa como del público nada más salir a la venta, algunos criticaron a Auer y Stringfellow al ver en este disco un acercamiento al sonido grunge, movimiento que por aquellos días vivía su momento cumbre a nivel mundial. Pero si se escucha detenidamente se nota que simplemente se trata de la progresión lógica que The Posies estaban condenados a experimentar. De hecho, Frosting on the Beater convirtió a Auer, Stringfellow y a los suyos en una banda de power pop, estilo este que, de manera más o menos acentuada, no abandonarían durante el resto de su carrera.

## Lista de canciones
1. "Dream All Day" – 3:03
2. "Solar Sister" – 3:20
3. "Flavor of the Month" – 2:34
4. "Love Letter Boxes" – 3:09
5. "Definite Door" – 4:12
6. "Burn & Shine" – 6:56
7. "Earlier than Expected" – 3:33
8. "20 Questions" – 3:54
9. "When Mute Tongues Can Speak" – 3:28
10. "Lights Out" – 4:14
11. "How She Lied by Living" – 3:58
12. "Coming Right Along" – 6:18

- Datos: Q978894